# ریاد احمدوف
ریاد احمدوف (ترکی آذربایجانی: Riad Fikrət oğlu Əhmədov) قهرمان ملی جمهوری آذربایجان می‌باشد، که در جنگ قره‌باغ کشته شد. وی افسر آموزش دیده در سرویس اطلاعاتی و امنیتی اتحاد جماهیر شوروی سوسیالیستی معروف به کاگ‌ب بود، که در طی جنگ قره‌باغ مسئولیت یک واحد اطلاعاتی ویژه را به عهده داشت. پس از آنکه مفقودالاثر عملیات «داشالتی» در ۲۵ ژانویه سال ۱۹۹۲ اعلام گردید، به دستور ریاست جمهوری آذربایجان از وی با اعطاء نشان قهرمان ملی این کشور تقدیر شد.

## زندگی‌نامه
ریاد احمدوف فرزند «فکرت» ۲۰ دسامبر سال ۱۹۵۶، در باکو در آذربایجان شوروی چشم به دنیا گشود. وی دانش‌آموخته رشته حقوق از دانشگاه دولتی آذربایجان با اخذ لوح تقدیر (سال ۱۹۷۹) بود.

## آموزش در کاگ‌ب و کارنامه نظامی
ریاد احمدوف کارنامه خود را در سال ۱۹۷۶ به عنوان دستیار آزمایشگاه در مؤسسه رسیدگی قضایی وزارت دادگستری آذربایجان شوروی شروع و تا ۱۹۷۹ در آنجا کار کرد. وی که بین سال‌های ۱۹۷۹ تا ۱۹۸۹ به عنوان مشاور در بخش تدوین پیش‌نویس‌های قانون و سامان‌دهی مقررات وزارت دادگستری مشغول به کار شد، از ۱۹۸۰ الی ۱۹۸۱ به عنوان مشاور ارشد به فعالیت در قسمت منابع انسانی وزارتخانه یادشده پرداخت. در همان سال‌ها بود، که مورد توجه مقامات امنیتی قرار گرفت که در سال ۱۹۸۱، در سرویس اطلاعاتی و امنیتی آذربایجان شوروی استخدام شد. در همان سال، به ادامه تحصیل در دانشگاه سرویس اطلاعاتی و امنیتی شوروی موسوم به کاگ‌ب در مینسک پرداخت و مدتی بعد آموزش امنیتی خود را در آکادمی کاگ‌ب به نام یوری آندروپوف در مسکو به اتمام رسانید.
در سال ۱۹۹۲، ریاد احمدوف به ریاست بخش اطلاعات وزارت دفاع جمهوری آذربایجان ارتقاء مقام یافت.

## بزرگداشت
مدرسه شماره ۲۰۳ در باکو نام ریاد احمدوف را به یدک می‌کشد.

## فیلم‌نامه
- مستندی تحت عنوان «شجاعت» در جمهوری آذربایجان دربارهٔ زندگی‌نامه و کارنامه نظامی ریاد احمدوف ساخته شده‌است، که منعکس کننده اقدامات قهرمانانه این مأمور اطلاعاتی و رزمنده جنگ قره‌باغ می‌باشد.
- از مستندی به نام «برگرد ریاد» در انتهای مراسم بزرگداشت ریاد احمدوف که در سال ۲۰۱۳ در مرکز فرهنگی وزارت امنیت ملی جمهوری آذربایجان برگزار شده بود، رونمایی شد.[۵]